# Fridrich II. Evžen Württemberský
Fridrich II. Evžen Württemberský (21. ledna 1732, Stuttgart – 23. prosince 1797, Hohenheim) se narodil jako čtvrtý syn vévody Karla Alexandra Württemberského a princezny Marie Augusty Thurn-Taxisové. V letech 1795 až 1797 vládl jako württemberský vévoda.

## Voják
Poté, co v Sedmileté válce sloužil pruskému králi Fridrichovi Velikému, usadil se v roce 1769 v rodinné enklávě, hrabství Montbéliard, jehož byl také v březnu 1786, starším bratrem Karlem Evženem, jmenován generálporučíkem. V roce 1779 koupil Fridrich hrad a panství Hochberg, v roce 1791 je však prodal bratrovi. Následujícího roku jej král Fridrich Vilém II. jmenoval guvernérem markrabství Ansbach-Bayreuth, které mu prodal poslední kníže oné větve rodu Hohenzollernů. Montbéliard v roce 1792 převzala krátkodobá Reuraciánská republika a v roce 1793 bylo hrabství anektováno Francouzskou republikou.

## Vévoda
Jeho starší bratr měl pouze dcery, a tak se po smrti Karla Alexandra stal württemberským vévodou jejich další bratr Ludvík Evžen (1731–1795); ten však o dva roky později zemřel a Fridrich Evžen se stal na následující dva roky, než zemřel, württemberským vévodou. V roce 1796 přijal pařížský mír s revoluční Francií, která zamítla veškeré jeho nároky na Montbéliard a všechna ostatní území na levém břehu Rýna.

## Manželství a potomci
Fridrich Evžen se oženil s Bedřiškou Žofií Dorotou Braniborsko-Schwedtskou, neteří Fridricha II. Velikého, se kterou měl dvanáct potomků:
- Fridrich Vilém (6. listopadu 1754 – 30. října 1816), první württemberský král od roku 1797 až do své smrti,
⚭ 1780 Augusta Brunšvicko-Wolfenbüttelská (3. prosince 1764 – 27. září 1788)
⚭ 1797 Šarlota Hannoverská (29. září 1766 – 5. října 1828)

- Ludvík (30. srpna 1756 – 20. září 1817), vévoda württemberský,
⚭ 1784 Marie Czartoryska (15. března 1768 – 21. října 1854), rozvedli se v roce 1793
⚭ 1797 Henrietta Nasavsko-Weilburská (22. dubna 1780 – 2. ledna 1857)

- Evžen Fridrich (21. listopadu 1758 – 20. června 1822), ⚭ 1787 Luisa ze Stolberg-Gedernu (13. října 1764 – 24. května 1834)
- Žofie Dorota (25. října 1759 – 5. listopadu 1828), ruská carevna Marie Fjodorovna, ⚭ 1776 Pavel I. Ruský (1. října 1754 – 24. března 1801), ruský car od roku 1796 až do své smrti
- Vilém Fridrich (27. prosince 1761 – 10. srpna 1830), ⚭ 1800 Wilhelmine von Tunderfeld-Rhodis (18. ledna 1777 – 6. února 1822)
- Ferdinand Fridrich August (22. října 1763 – 20. ledna 1834), polní maršál,
⚭ 1795 Albertina Schwarzbursko-Sonderhausenská (5. dubna 1771 – 25. dubna 1829), rozvedli se v roce 1801
⚭ 1817 Pavlína z Metternich-Winneburgu (29. listopadu 1772 – 23. června 1855), starší sestra Klemense von Metternicha
- Bedřiška Alžběta (27. července 1765 – 24. listopadu 1785), ⚭ 1781 Petr I. Oldenburský (17. ledna 1755 – 21. května 1829), oldenburský regent, lübecký biskup a od roku 1823 oldenburský velkovévoda
- Alžběta Vilemína (21. dubna 1767 – 18. února 1790), ⚭ 1788 František I. Rakouský (12. února 1768 – 2. března 1835), jako František II., král uherský, chorvatský a český a markrabě moravský, král lombardsko-benátský a poslední císař Svaté říše římské národa německého
- Vilemína (3. června 1768 – 22. října 1768)
- Karel Fridrich (3. května 1770 – 22. srpna 1791)
- Alexandr Fridrich Karel (24. dubna 1771 – 4. července 1833), založil novou větev rodu, ⚭ 1798 Antoinetta Sasko-Kobursko-Saalfeldská (28. srpna 1779 – 14. března 1824)
- Jindřich Karel (3. července 1772 – 28. července 1838)

Vévoda Fridrich II. Evžen zemřel v Hohenheimu 23. prosince 1797 ve věku 65 let.

## Vývod z předků
|                                  |                                            |  |                            |                                           |  |  |  |  |  |  |  | Jan Fridrich Württemberský |
|                                  |                                            |  |                            |                                           |  |  |  |  |  |  |  |                            |
|                                  | Eberhard III. Württemberský                |  |                            |                                           |  |  |  |  |  |  |  |                            |
|                                  |                                            |  |                            |                                           |  |  |  |  |  |  |  |                            |
|                                  |                                            |  |                            | Barbara Žofie Braniborská                 |  |  |  |  |  |  |  |                            |
|                                  |                                            |  |                            |                                           |  |  |  |  |  |  |  |                            |
|                                  | Fridrich Karel Württembersko-Winnentalský  |  |                            |                                           |  |  |  |  |  |  |  |                            |
|                                  |                                            |  |                            |                                           |  |  |  |  |  |  |  |                            |
|                                  |                                            |  |                            | Jan Kazimír Salmsko-Kyrburský             |  |  |  |  |  |  |  |                            |
|                                  |                                            |  |                            |                                           |  |  |  |  |  |  |  |                            |
|                                  | Anna Kateřina ze Salm-Kyrburgu             |  |                            |                                           |  |  |  |  |  |  |  |                            |
|                                  |                                            |  |                            |                                           |  |  |  |  |  |  |  |                            |
|                                  |                                            |  |                            | Dorotea Solmsko-Laubašská                 |  |  |  |  |  |  |  |                            |
|                                  |                                            |  |                            |                                           |  |  |  |  |  |  |  |                            |
|                                  | Karel Alexandr Württemberský               |  |                            |                                           |  |  |  |  |  |  |  |                            |
|                                  |                                            |  |                            |                                           |  |  |  |  |  |  |  |                            |
|                                  |                                            |  |                            | Jáchym Arnošt Braniborsko-Ansbašský       |  |  |  |  |  |  |  |                            |
|                                  |                                            |  |                            |                                           |  |  |  |  |  |  |  |                            |
|                                  | Albrecht II. Braniborsko-Ansbašský         |  |                            |                                           |  |  |  |  |  |  |  |                            |
|                                  |                                            |  |                            |                                           |  |  |  |  |  |  |  |                            |
|                                  |                                            |  |                            | Žofie Solmsko-Laubašská                   |  |  |  |  |  |  |  |                            |
|                                  |                                            |  |                            |                                           |  |  |  |  |  |  |  |                            |
|                                  | Eleonora Juliana Braniborsko-Ansbašská     |  |                            |                                           |  |  |  |  |  |  |  |                            |
|                                  |                                            |  |                            |                                           |  |  |  |  |  |  |  |                            |
|                                  |                                            |  |                            | Jáchym Arnošt z Oettingen-Oettingenu      |  |  |  |  |  |  |  |                            |
|                                  |                                            |  |                            |                                           |  |  |  |  |  |  |  |                            |
|                                  | Žofie Markéta Oettingenská                 |  |                            |                                           |  |  |  |  |  |  |  |                            |
|                                  |                                            |  |                            |                                           |  |  |  |  |  |  |  |                            |
|                                  |                                            |  |                            | Anna Sybila ze Solms-Sonnenwalde          |  |  |  |  |  |  |  |                            |
|                                  |                                            |  |                            |                                           |  |  |  |  |  |  |  |                            |
| Fridrich II. Evžen Württemberský |                                            |  |                            |                                           |  |  |  |  |  |  |  |                            |
|                                  |                                            |  |                            |                                           |  |  |  |  |  |  |  |                            |
|                                  |                                            |  | Lamoral II. z Thurn-Taxisu |                                           |  |  |  |  |  |  |  |                            |
|                                  |                                            |  |                            |                                           |  |  |  |  |  |  |  |                            |
|                                  | Evžen Alexandr František Thurn-Taxis       |  |                            |                                           |  |  |  |  |  |  |  |                            |
|                                  |                                            |  |                            |                                           |  |  |  |  |  |  |  |                            |
|                                  |                                            |  |                            | Anna Františka z Hornes-Houtekerke        |  |  |  |  |  |  |  |                            |
|                                  |                                            |  |                            |                                           |  |  |  |  |  |  |  |                            |
|                                  | Anselm František Thurn-Taxis               |  |                            |                                           |  |  |  |  |  |  |  |                            |
|                                  |                                            |  |                            |                                           |  |  |  |  |  |  |  |                            |
|                                  |                                            |  |                            | Heřman Egon z Fürstenberg-Heiligenbergu   |  |  |  |  |  |  |  |                            |
|                                  |                                            |  |                            |                                           |  |  |  |  |  |  |  |                            |
|                                  | Anna Adelaida Fürstenbersko-Heiligenberská |  |                            |                                           |  |  |  |  |  |  |  |                            |
|                                  |                                            |  |                            |                                           |  |  |  |  |  |  |  |                            |
|                                  |                                            |  |                            | Marie Františka z Fürstenberg-Stühlingenu |  |  |  |  |  |  |  |                            |
|                                  |                                            |  |                            |                                           |  |  |  |  |  |  |  |                            |
|                                  | Marie Augusta Thurn-Taxis                  |  |                            |                                           |  |  |  |  |  |  |  |                            |
|                                  |                                            |  |                            |                                           |  |  |  |  |  |  |  |                            |
|                                  |                                            |  |                            | Václav Eusebius Popel z Lobkowicz         |  |  |  |  |  |  |  |                            |
|                                  |                                            |  |                            |                                           |  |  |  |  |  |  |  |                            |
|                                  | Ferdinand August z Lobkovic                |  |                            |                                           |  |  |  |  |  |  |  |                            |
|                                  |                                            |  |                            |                                           |  |  |  |  |  |  |  |                            |
|                                  |                                            |  |                            | Augusta Žofie Falcko-Sulcbašská           |  |  |  |  |  |  |  |                            |
|                                  |                                            |  |                            |                                           |  |  |  |  |  |  |  |                            |
|                                  | Marie Ludovika z Lobkovic                  |  |                            |                                           |  |  |  |  |  |  |  |                            |
|                                  |                                            |  |                            |                                           |  |  |  |  |  |  |  |                            |
|                                  |                                            |  |                            | Vilém I. Bádenský                         |  |  |  |  |  |  |  |                            |
|                                  |                                            |  |                            |                                           |  |  |  |  |  |  |  |                            |
|                                  | Marie Anna Badenská                        |  |                            |                                           |  |  |  |  |  |  |  |                            |
|                                  |                                            |  |                            |                                           |  |  |  |  |  |  |  |                            |
|                                  |                                            |  |                            | Marie Magdalena z Oettingenu              |  |  |  |  |  |  |  |                            |
|                                  |                                            |  |                            |                                           |  |  |  |  |  |  |  |                            |